# Sony Xperia Tablet S
Sony Xperia Tablet S – це сенсорний планшет на Android, розроблений Sony Mobile. Він був анонсований на Internationale Funkausstellung Berlin (IFA) 2012 і дебютував у США 7 вересня 2012 року. Планшет безпосередньо змінив Sony Tablet S з тоншим і легшим дизайном, швидшим процесором і вдосконаленою камерою. Це перший планшет Sony, який продається під брендом Xperia.

## Дизайн
Xperia Tablet S має дизайн, натхненний журналом, подібний до його попередника, але кут менш виражений, ніж в оригінала. Він містить повнорозмірний слот для SD-карти, а також фірмовий порт зарядки Sony і роз'єм для навушників 3,5 мм. Він також оснащений інфрачервоним бластером, який працює як універсальний пульт. Sony рекламувала планшет як «бризкозахищений» із встановленою кришкою на багатьох портів. Продажі планшета були припинені в жовтні 2012 року, коли було виявлено, що виробнича помилка залишила прозори між екраном і корпусом, що погіршує його водонепроникність.

## Характеристики планшета

### Апаратне забезпечення
Xperia Tablet S має 9,4 дюйма (240 міліметрів) із роздільною здатністю 1280 × 800 пікселів, TFT LCD-дисплей із запатентованою технологією Sony TruBlack Display — такою ж, що й у телевізорах компанії, Bravia. Він використовує систему на кристалі (SoC) Nvidia Tegra 3 T30L, який складається з чотириядерного процесора ARM Cortex-A9 з тактовою частотою 1,3 ГГц і графічного процесора (GPU) ULP GeForce з 1 ГБ оперативної пам’яті стандарту LPDDR3 та 16, 32 або 64 ГБ внутрішньої пам’яті й підтримка карт пам’яті формату SD до 32 ГБ. Інші вбудовані інтерфейси й сенсори включають акселерометр, 3-осьовий гіроскоп, магнітометр (цифровий компас), GPS-приймач, Wi-Fi 802.11 a/b/g/n, Bluetooth v3.0, інфрачервоний порт, MicroUSB, мікрофон, 3,5 мм роз'єм для навушників і фронтальна камера на 1 Мп і задня на 8 Мп. 

### Програмне забезпечення
На планшет постачалася модифікована версія Android 4.0.3 «Ice Cream Sandwich». Деякі зміни включають можливість додавання кілька облікових записів користувачів і керування інфрачервоним бластером планшета. Пізніше можна було оновити до Android 4.1.1 «Jelly Bean».

## Варіанти
Планшет Xperia Tablet S продавався в моделях на 16 ГБ, 32 ГБ та 64 ГБ. Він має лише Wi-Fi у США, але моделі 3G/4G доступні у Великій Британії.

## Критика
Зустріч критиків був неоднозначним. У своєму огляді автор Engadget Джозеф Вольпе заявив, що Xperia Tablet S «промахується для повсякденного виконання». Однак Девід Пірс з The Verge поставив планшету 7,6 з 10, дійшовши висновку, що він «не має явних недоліків».